# 1551
| [ Edytuj tabelę ]              | |
| Król Polski                    | - 1530 Zygmunt II August 1572 |
| Współksiążęta Andory           | - 1534 Francisco de Urríes 1551 - 1551 Joan Punyet (p.o.) 1552 - 1517 Henryk II 1555                                                                                 |
| Król Anglii                    | - 1547 Edward VI 1553 |
| Władca Azteków                 | - 1541 Diego de San Francisco Tehuetzquitizin 1554 |
| Elektor Brandenburgii          | - 1535 Joachim II Hektor 1571 |
| Książę Bawarii                 | - 1550 Albrecht V 1579 |
| Sułtan Brunei                  | - 1521 Abdul Kahar 1575 |
| Cesarz Chin                    | - 1521 Jiajing 1566 |
| Król Czech                     | - 1526 Ferdynand I Habsburg 1564 |
| Król Danii                     | - 1534 Chrystian III 1559 |
| Dalajlama                      | - 1543 Sonam Gjaco 1588 |
| Cesarz Etiopii                 | - 1540 Klaudiusz 1559 |
| Król Francji                   | - 1547 Henryk II 1559 |
| Król Hiszpanii                 | - 1516 Karol I 1556 |
| Hrabia Holandii                | - 1515 Karol I Habsburg 1555 |
| Szach Iranu                    | - 1524 Tahmasp I 1576 |
| Państwo Wielkich Mogołów       | - 1545 Islam Szah Suri 1553 |
| Władca Inków                   | - 1545 Sayri Tupac 1558 |
| Król Irlandii                  | - 1547 Edward VI Tudor 1553 |
| Cesarz Japonii                 | - 1526 Go-Nara 1557 |
| Kalif                          | - 1520 Sulejman I 1566 |
| Patriarcha Konstantynopola     | - 1546 Dionizy II 1555 |
| Władca Korei                   | - 1545 Myŏngjong 1567 |
| Wielki książę litewski         | - 1530 Zygmunt August 1569 |
| Sułtan Maroka                  | - 1549 Muhammad asz-Szajch 1554 |
| Senior Monako                  | - 1532 Honoriusz I 1581 |
| Król Nawarry                   | - 1516 Henryk II 1555 |
| Król Norwegii                  | - 1534 Chrystian III 1559 |
| Sułtan Omanu                   | - 1529 Bakarat ibn Muhammad 1560 |
| Elektor Palatynatu             | - 1544 Fryderyk II 1556 |
| Papież                         | - 1550 Juliusz III 1555 |
| Książę Parmy                   | - 1547 Oktawiusz Farnese 1556 |
| Król Portugalii                | - 1521 Jan III 1557 |
| Książę w Prusach               | - 1525 Albrecht 1568 |
| Car Rosji                      | - 1547 Iwan IV Groźny 1584 |
| Cesarz Rzymski (niemiecki)     | - 1519 Karol V Habsburg 1558 |
| Kapitanowie Regenci San Marino | - 1550 Gio. Antonio Leonardelli Cristofaro di Marino Giangi 1551 - 1551 Girolamo Giannini Marino di Andrea 1551 - 1551 Pier Leone Corbelli Pier Matteo Belluzzi 1552 |
| Elektor Saksonii               | - 1547 Maurycy Wettyn 1553 |
| Król Szkocji                   | - 1542 Maria Stuart 1567 |
| Król Szwecji                   | - 1521 Gustaw I Waza 1560 |
| Król Tajlandii                 | - 1548 Phra Maha Chakkraphat 1568 |
| Sułtan Turków                  | - 1520 Sulejman Wspaniały 1566 |
| Doża Wenecji                   | - 1545 Francesco Donato 1553 |
| Król Węgier                    | - 1526 Ferdynand I 1564 - 1540 Jan II Zygmunt Zápolya 1571 |

Rok 1551 / MDLI
stulecia: XV wiek ~
XVI wiek ~
XVII wiek

lata: 1541 «
1546 «
1547 «
1548 «
1549 «
1550 «
1551
» 1552
» 1553
» 1554
» 1555
» 1556
» 1561

## Wydarzenia w Polsce
- Jesień – najazd Tatarów krymskich pod dowództwem chana Dewlet I Gireja na Bracławszczyznę i Kijowszczyznę, spalony został Zamek w Bracławiu.
- Wydano traktat O naprawie Rzeczypospolitej Andrzeja Frycza Modrzewskiego bez dwóch ksiąg: „O kościele” i „O szkole” z powodu cenzury kościelnej[1].
- Według tradycji mistrz czarnoksięstwa Twardowski wywołał na zamku wawelskim ducha zmarłej królowej Barbary Radziwiłłówny i ukazał go królowi.
- Założenie szkoły kalwińskiej w Pińczowie.
- Zjazd w Piotrkowie mający na celu zreformowanie Kościoła.

## Wydarzenia na świecie
- 7 stycznia – na zamku Grimnitz zawaliła się podłoga komnaty, w której przebywali elektor Brandenburgii Joachim II Hektor i jego żona, królewna polska Jadwiga Jagiellonka, która w wyniku wypadku została kaleką. Jej mąż zdołał w ostatniej chwili chwycić się wystającej belki.
- 12 maja – założono Uniwersytet Świętego Marka w Limie (jako Real y Pontificia Universidad de la Ciudad de los Reyes de Lima).
- 22 września – założono obecny Narodowy Uniwersytet Autonomiczny Meksyku.

## Urodzili się
- luty – Krystyna von Barby, niemiecka hrabina (zm. 1605)
- 21 marca – Maria Anna Bawarska, księżniczka bawarska, arcyksiężna austriacka (zm. 1608)
- 9 kwietnia – Peter Monau, niemiecki humanista z Wrocławia, lekarz, autor pierwszej pracy doktorskiej z zakresu stomatologii (zm. 1588)
- 2 maja – William Camden, angielski antykwariusz, historyk i geograf (zm. 1623)
- 19 czerwca – Domenico Ginnasi, włoski kardynał (zm. 1639)
- 19 września – Henryk III Walezy, z dynastii Walezjuszów, król Polski i Francji (zm. 1589)
- 29 października – Łazarz I Starszy Henckel von Donnersmarck, pan Bytomia, Tarnowskich Gór i Bogumina (zm. 1624)
- data dzienna nieznana: 
  - Zbyněk Berka z Dubé, czeski duchowny, Kościół katolicki, arcybiskup metropolita praski i kardynał (zm. 1606)
  - Jerzy Farensbach, wódz polski (zm. 1602)
  - Ğazı II Girej, chan krymski (zm. 1607)
  - Cinzio Passeri Aldobrandini, włoski duchowny (zm. 1610)

## Zmarli
- 8 maja – Barbara Radziwiłłówna, królowa Polski, wielka księżna litewska, druga żona Zygmunta Augusta (ur. 1520)
- data dzienna nieznana: 
  - Jakub Potocki, podkomorzy halicki, protoplasta rodu Potockich (zm. przed 1551, ur. ok. 1481)